# 克羅特 (波爾塔瓦州)
50°23′6″N 32°28′13″E / 50.38500°N 32.47028°E
克羅特（羅馬化：Kroty）是烏克蘭中部的村莊，隸屬波爾塔瓦州的盧布尼區。該村距離胡爾賓齊1公里，面積2.02平方公里，海拔高度106米，2001年人口340。